# Acinonyx jubatus soemmeringii
Acinonyx jubatus soemmeringii
Espèce
Sous-espèce
Répartition géographique
- Aire de répartition en brun

Statut CITES
Statut de conservation UICN

 CR C2;a(i) : 
En danger critique
Le guépard d'Afrique du Nord-Est  (Acinonyx jubatus soemmeringii) ou guépard du Sahara ou encore  guépard du Soudan est une sous-espèce de guépard présente dans la Corne de l'Afrique. En 2008, leur population est estimée entre 500 et 1 140 individus.
Il a été décrit pour la première fois sous le nom scientifique Cynailurus soemmeringii par le zoologiste autrichien Leopold Fitzinger en 1855 sur la base d'un spécimen du désert de Bayuda au Soudan apporté au Tiergarten Schönbrunn à Vienne.
Dans les années 1970, la population de guépards en Éthiopie, au Soudan et en Somalie était approximativement estimée entre 1 150 et 4 500 individus. En 2007, on estimait que 950 individus vivaient à l'intérieur des aires protégées de cette région; le nombre d'individus vivant en dehors des aires protégées est inconnu.
Cette sous-espèce est plus étroitement liée au guépard d'Afrique australe qu'aux populations de guépards sahariens. Les résultats d'une analyse phylogéographique indiquent que les deux sous-espèces ont divergé entre 16 000 et 72 000 ans.

## Taxonomie

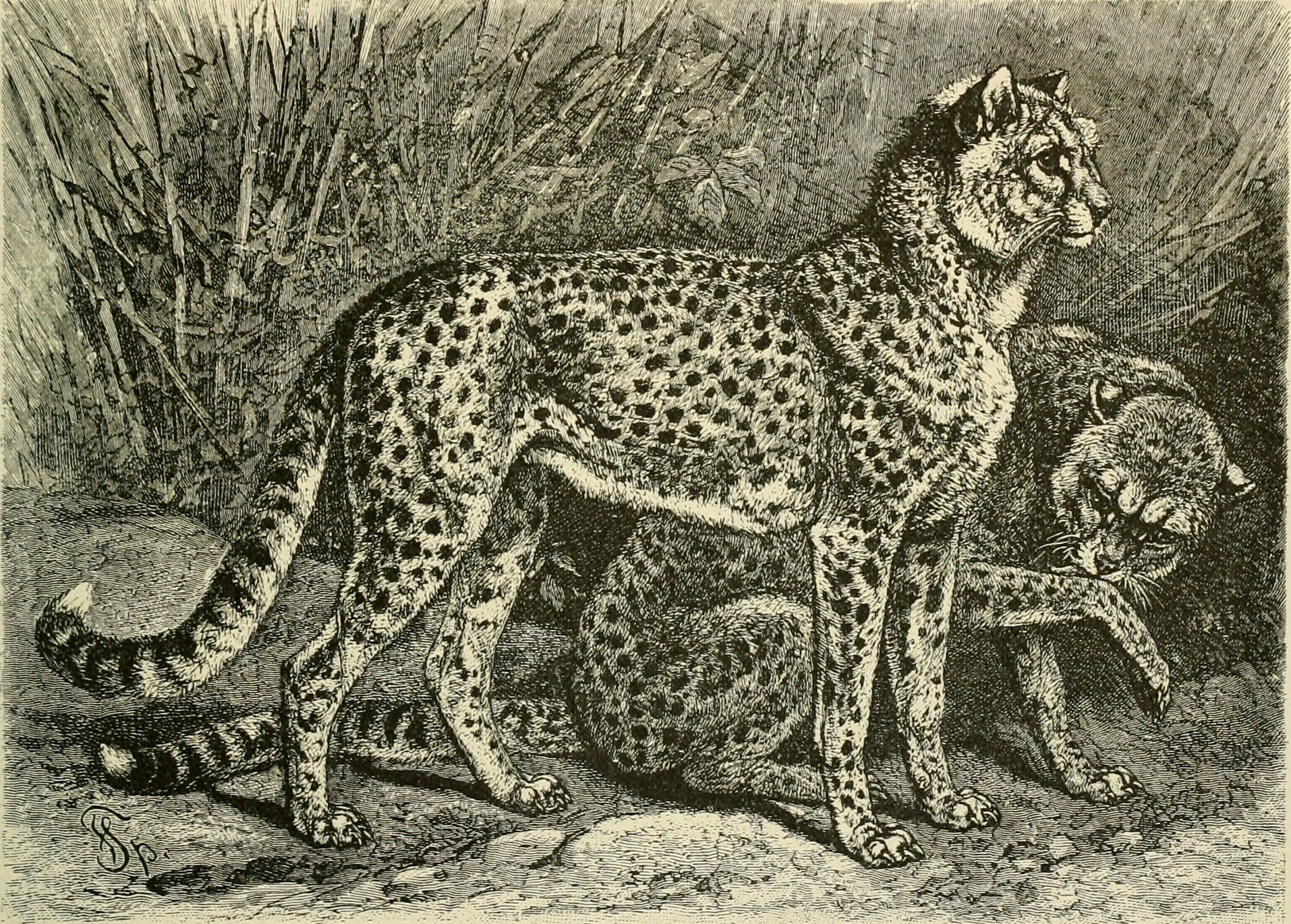
Une illustration de guépards de Fahhad, Abyssanie par Alfred Edmund Brehm, 1895

Cynailurus soemmeringii était le nom scientifique proposé par Leopold Fitzinger en 1855, lorsqu'il décrivit un guépard mâle vivant amené par Theodor von Heuglin du désert de Bayuda au Soudan dans le Kordofan à Tiergarten Schönbrunn à Vienne. Le nom honorait Samuel Thomas von Soemmerring.
À la suite de la description de Fitzinger, d'autres naturalistes et zoologistes ont décrit des guépards d'autres régions de l'Afrique du Nord-Est qui sont aujourd'hui considérés comme des synonymes d' A. J. soemmeringii :
- Felis megabalica a été proposé par Theodor von Heuglin en 1863 qui décrivait une peau de guépard achetée sur la rive ouest de Bahr-el-Abiad . Heuglin a déclaré qu'il avait été importé de plus à l'intérieur des terres. Le nom scientifique se compose des racines grecques mega (beaucoup) et « balios  » (repéré)[7].
- Acinonyx wagneri proposé par Max Hilzheimer en 1913 était un spécimen de guépard du Kordofan au Soudan. Hilzheimer l'a nommé en l'honneur de Johann Andreas Wagner[8].

## Évolution
Pour une étude phylogéographique, 95 échantillons de guépards ont été utilisés, tels que des excréments de guépards sauvages collectés en Iran, des échantillons de tissus de guépards captifs et confisqués, des échantillons de cheveux et d'os provenant de spécimens de musée. Les résultats de l'étude ont révélé que le guépard d'Afrique du Nord-Est et le guépard d'Afrique australe sont génétiquement différents l'un de l'autre et également du guépard asiatique . Le guépard d'Afrique du Nord-Est a probablement divergé du guépard d'Afrique australe il y a 32 200 à 244 000 ans. Par conséquent, il a été proposé qu'il mérite un statut sous-spécifique.

## Caractéristiques physiques

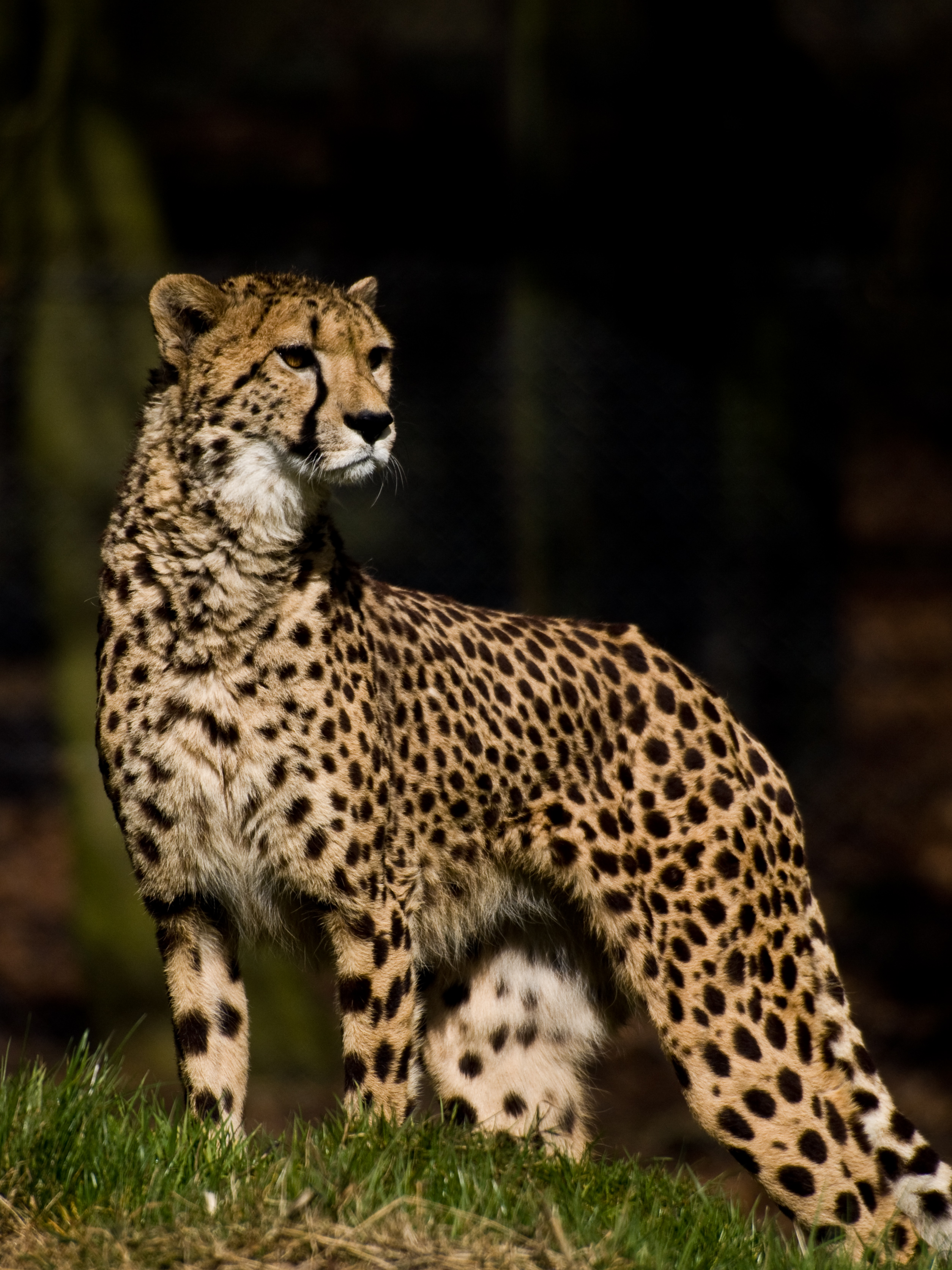
Au ZSL Whipsnade Zoo, Bedfordshire

Comme son parent du sud en Afrique de l'Est, le guépard d'Afrique du Nord-Est est assez grand. Physiquement, il ressemble le plus au guépard d'Afrique de l'Est ; il a un pelage tacheté densément ochracé avec une fourrure relativement épaisse et grossière par rapport à ses parents de l'est et du nord-ouest de l'Afrique. Le ventre du guépard d'Afrique du Nord-Est est nettement blanc tandis que sa poitrine et sa gorge peuvent avoir des taches noires similaires à celles de la sous-espèce orientale. Cependant, c'est la couleur de fourrure la plus foncée. Ce guépard a les taches dorsales noires les plus répandues et les plus séparées, mais aussi les plus petites que celles du guépard d'Afrique de l'Est,. Contrairement au guépard d'Afrique de l'Est, le guépard d'Afrique du Nord-Est n'a pas de taches sur les pattes postérieures, bien que certains parmi la population tchadienne aient repéré des pattes postérieures. Ce guépard a des taches blanches distinctes autour de ses yeux, mais les taches sur le visage peuvent varier de très dense à relativement mince. Le guépard d'Afrique du Nord-Est a été vu avec des queues à la fois blanches et noires, bien que la queue de certains guépards soit blanche. La queue de cette sous-espèce est également particulièrement épaisse.
Cette sous-espèce a la plus grande taille de tête, mais peut parfois devenir relativement plus petite. Cependant, il n'a pas de marques de moustache. Les marques de déchirure de ce guépard sont très incohérentes, mais elles sont souvent plus épaisses aux coins de la bouche, contrairement à celles des quatre autres sous-espèces. Ce guépard est la seule sous-espèce non signalée à présenter une rare variation de couleur. Cependant, malgré la couleur de fourrure la plus foncée, la couleur de la fourrure de certains guépards peut également être jaune pâle ou presque blanche. Dans les climats froids, comme dans le zoo de Whipsnade, les guépards d'Afrique du Nord sont la seule sous-espèce africaine à pouvoir développer des manteaux de fourrure d'hiver moelleux, bien qu'ils soient moins développés que ceux des guépards asiatiques.

## Distribution et habitat
| De campagne   | Estimation |
| ------------- | ---------- |
| Ethiopie      | 500        |
| Soudan du sud | 462        |
| Le total      | 962        |

Le guépard d'Afrique du Nord-Est est éteint au niveau régional en Érythrée, à Djibouti et dans le nord de la Somalie . En 2007, la population totale estimée de guépards d'Afrique du Nord-Est était d'environ 950 individus. En Éthiopie, cette sous-espèce réside dans les parcs nationaux d' Omo, Mago et Yangudi Rassa, et dans la zone de Borena, Ogaden, Afar et les régions voisines de Blen-Afar. Au Soudan du Sud, les populations sont connues dans les parcs nationaux de Boma, Southern, Radom et Badingilo.
Il habite de vastes terres ouvertes, des prairies, des zones semi-arides et d'autres habitats ouverts où les proies sont abondantes, comme dans la savane du Soudan oriental . Il est rarement vu dans les régions du nord du Soudan. Des guépards sauvages ont été repérés à An Nil al Azraq, dans le sud-est du Soudan.[réf. nécessaire]

## Écologie et comportement
Les guépards sont carnivores et se nourrissent principalement d'animaux herbivores, tels que les gazelles de Grant, les lièvres du Cap, les pintades et les grands animaux comme les bubales, les zèbres des plaines et les autruches de Barbarie à quelques occasions. Les gazelles de Soemmerring sont la proie la plus préférable. Cependant, le manque de gazelles de Soemmerring dans la région du guépard d'Afrique du Nord-Est a entraîné une quasi-extinction de la population au Soudan.
Comme les autres sous-espèces, ils sont menacés et surclassés par de plus grands prédateurs dans leur région, tels que les lions, léopards, les hyènes tachetées et les chiens sauvages, car ils peuvent tuer des guépards et voler leurs carcasses. Les guépards abandonnaient leurs repas à des hyènes tachetées et rayées. Les guépards sont connus pour être incapables de se défendre contre ces prédateurs. Cependant, les coalitions de guépards mâles adultes peuvent chasser les prédateurs. De plus, un seul guépard peut chasser les chacals, les loups dorés et un chien sauvage solitaire.

## Menaces
Le guépard d'Afrique du Nord-Est est menacé par le braconnage, le commerce illégal d'espèces sauvages, la chasse, la perte d'habitat et le manque de proies. Il y a un taux croissant de bébés guépards d'Afrique du Nord-Est, principalement du Somaliland, passés en contrebande vers l' Arabie saoudite, les Émirats arabes unis et le Yémen . Entre 1972 et 2007, l'utilisation des terres a considérablement changé dans la région Afar en Éthiopie. L'étendue des terres cultivées a augmenté de plus de 700%, tandis que les terres boisées et les prairies ont diminué d'environ 90%. La principale cause de la réduction du couvert forestier est la collecte de bois de chauffage et la production de charbon de bois pour la vente, et l'utilisation du bois pour la construction de maisons.
Le guépard est fortement menacé par le commerce illégal d'animaux de compagnie en provenance du Somaliland. Les petits guépards sont vendus sur le marché noir pour plus de 10 000 $, mais sauver un seul guépardeau coûte plus de trois fois plus cher. On pense que la majorité des petits guépards en captivité meurent avant d'être exportés d'Afrique,.

## Préservation

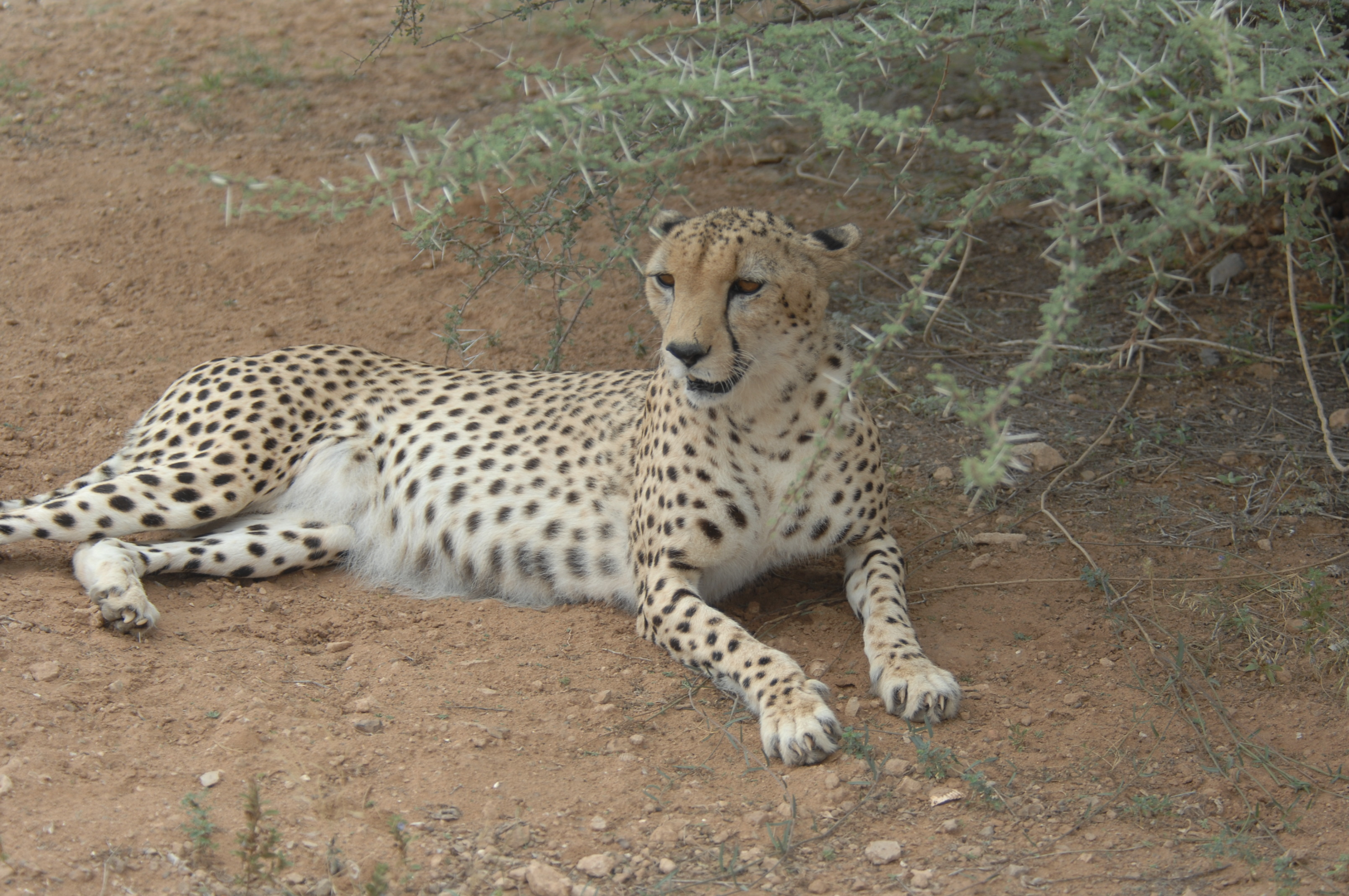
Guépard au Djibouti Cheetah Refuge

### Conservation de la faune éthiopienne
Le guépard, avec le chien sauvage africain, est considéré comme emblématique de l'Éthiopie. Un projet de conservation des animaux sauvages a débuté en 2006 après « un réel manque de sensibilisation en Ethiopie sur le traitement des animaux ». L'objectif de conservation est d'assurer l'augmentation des populations de guépards et d'autres animaux sauvages menacés en Éthiopie. À la suite du commerce illégal d'animaux de compagnie de guépards du Somaliland vers le Moyen-Orient, l'Ethiopian Born Free Foundation avait confisqué les guépards de Somalie et lancé un projet d'élevage semi-captif pour eux afin de sauver l'espèce et de les réintroduire dans la nature. Les guépards somaliens sauvés résident à Ensessakotteh dans un enclos spacieux,.

### En captivité

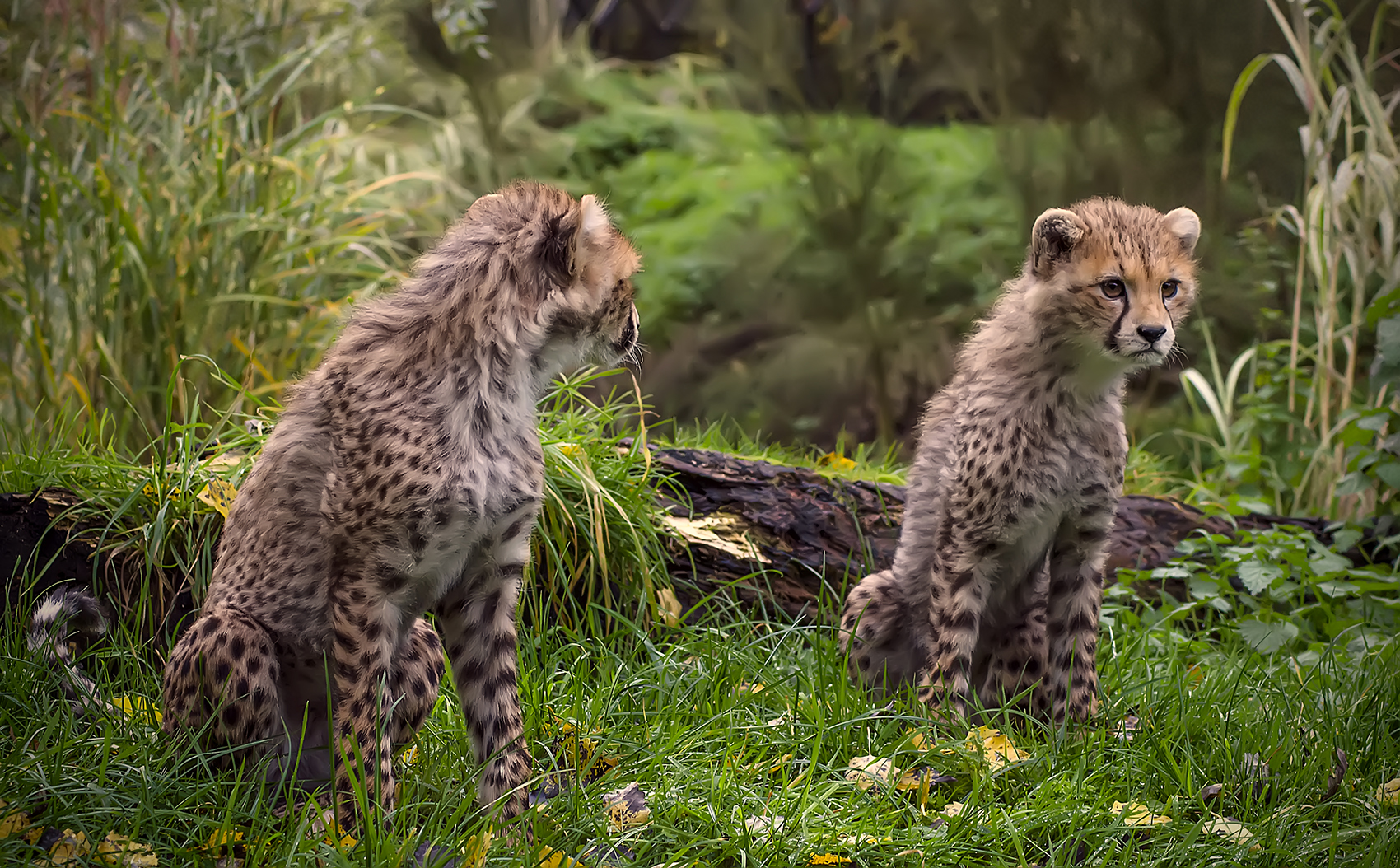
Deux bébés guépards au zoo de Chester

Il existe des programmes de sélection en Europe et au Moyen-Orient pour le guépard, comme le programme européen des espèces menacées d'extinction (EEP) qui est réservé à l'Association européenne des zoos et aquariums (EAZA). Les programmes de sélection ont été couronnés de succès. Les projets d'élevage en captivité du guépard d'Afrique du Nord-Est ont commencé au Moyen-Orient, après plusieurs années de diminution des populations de guépards en raison de l'utilisation de petits à des fins commerciales. Ensuite, les zoos européens ont commencé par la suite une fois que les guépards d'Afrique du Nord-Est nés en captivité de la péninsule arabique ont été envoyés dans les collections zoologiques d'Europe aux Pays-Bas et en Allemagne .

### Programme d'élevage semi-captif
Il existe un programme de reproduction du guépard au Djibouti Cheetah Refuge à Djibouti City, qui a débuté en 2004. Le Djibouti Cheetah Refuge (également connu sous le nom de DECAN Cheetah Refuge) a été construit pour la première fois en 2002 et la phase initiale a été ouverte un an plus tard.

### Projet de réensauvagement en Arabie

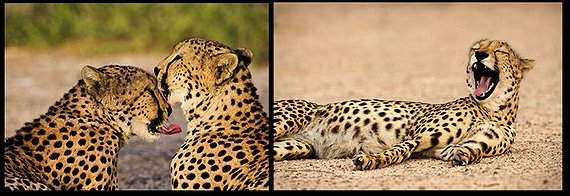
Guépards à Sir Bani Yas, aux Émirats arabes unis

Il y a aussi un projet de réensauvagement (ou rewilding) du Center for Endangered Arabian Wildlife pour les guépards qui se reproduisent dans les parcs animaliers et ceux en captivité au Moyen-Orient, comme dans l'Arabian Wildlife Park de Sir Bani Yas, le zoo d'Al-Ain et Sharjah's Arabian. Centre de la faune des Émirats arabes unis,.
Les guépards asiatiques vivaient autrefois dans la péninsule arabique jusqu'à leur extinction régionale partout dans la nature sauvage du Moyen-Orient au début des années 1970. Le projet de rewilding a officiellement commencé en 2008, lorsque quatre guépards d'Afrique du Nord-Est nés en captivité ont été réintroduits dans la nature de l'île de Sir Bani Yas pour se déplacer librement et maintenir l'équilibre naturel. Les guépards apprennent à se reproduire, à survivre et à se nourrir seuls de gazelle à goitre et de gazelle des montagnes, puis leur progéniture apprendrait avec succès ces instincts de leurs parents.

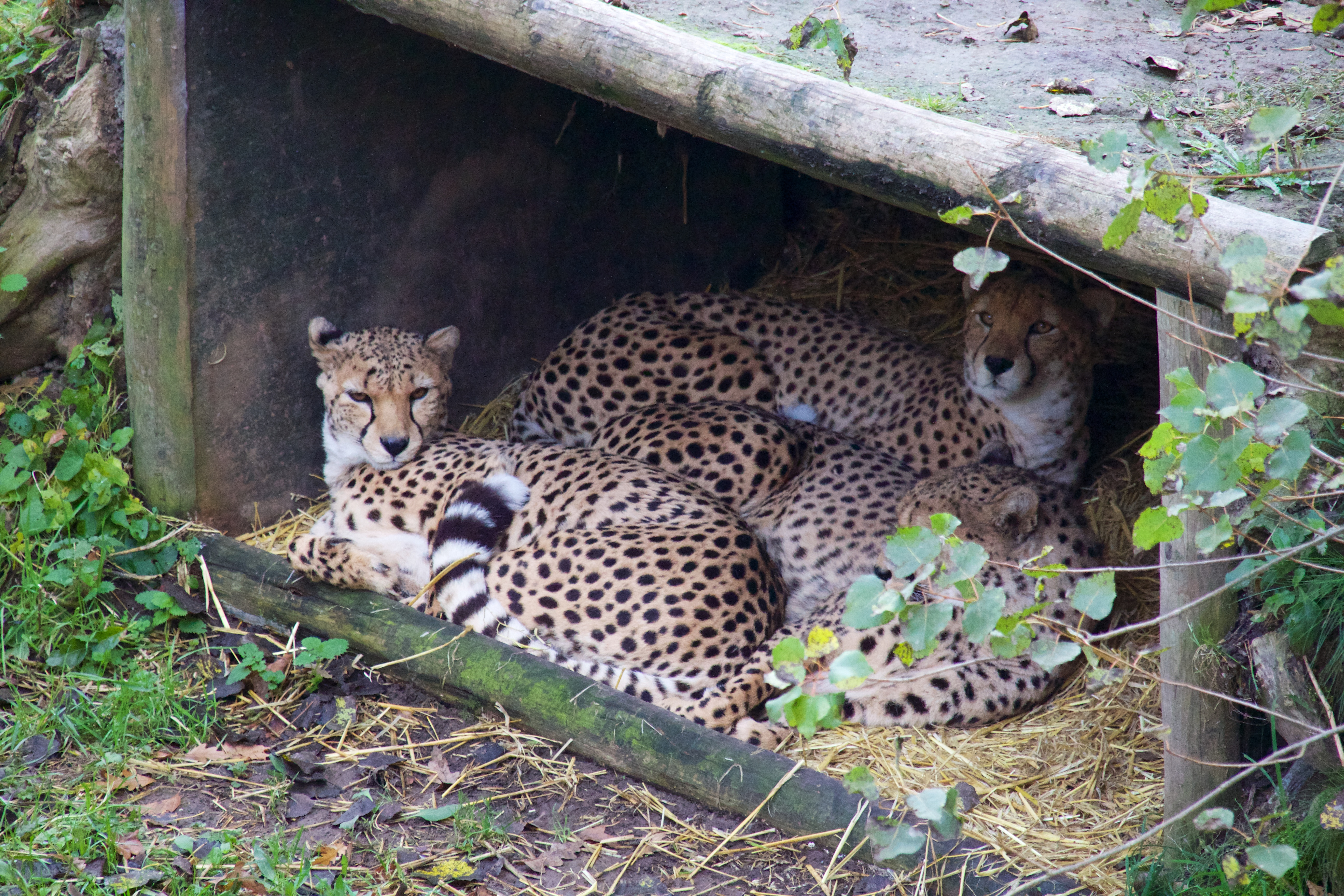
Guépards au zoo de Chester

Les guépards sont connus pour être difficiles à reproduire et, par conséquent, le taux de survie des bébés guépards est faible à la fois dans la nature et en captivité. Cependant, le projet a été couronné de succès jusqu'à présent. En avril 2010, les quatre premiers bébés guépards étaient nés sur l'île d'une mère guépard d'Afrique du Nord-Est rebaptisée avec succès, nommée «Safira». Selon l'équipe de conservation, la mère des petits avait fait un travail impressionnant en s'occupant de ses enfants. Les petits sont reconnus pour être les premiers guépards sauvages d' Arabie en 40 ans,,,.
L' Al-Wabra Wildlife Preservation (AWWP) du Qatar, le Al-Dhaid Wildlife Centre de Sharjah, le Nakelee Wildlife Centre et le Wadi Al-Safa Wildlife Centre de Dubaï font également partie du programme international d'élevage pour aider à sauver la rare population de guépards qui se reproduisent en captivité. Les programmes d'élevage du Moyen-Orient visent à relâcher le guépard dans la nature en Afrique. Il y a actuellement 23 adultes et 7 petits dans le Wadi Al-Safa,.

### En captivité
Les guépards sont connus pour être difficiles à reproduire, surtout en captivité. Le guépard d'Afrique du Nord-Est se reproduit en captivité depuis de nombreuses années dans les zoos arabes, tels que le zoo d'Al Ain et les centres de la faune arabe du Qatar, de Sharjah et de Dubaï. Les guépards qui se reproduisent dans les zoos européens se trouvent au zoo de Landau et au Tierpark Berlin en Allemagne, au zoo de Chester, au zoo de Bristol, au zoo de Whipsnade et au zoo de Marwell du Royaume-Uni, au zoo de Cerza, au parc zoologique de Bordeaux Pessac et au zoo de la Palmyre de France, le zoo de Plzeň de la République tchèque, le zoo de Santo Inácio du Portugal, le DierenPark Amersfoort et le Beekse Bergen Safari Park des Pays-Bas . Le Fota Wildlife Park d'Irlande, qui a élevé des centaines de guépards sud-africains, a élevé son premier guépard du Nord en 2013.
Les premiers projets d'élevage en captivité du guépard d'Afrique du Nord-Est ont commencé au Centre de la faune de Sheikh Butti Al-Maktoum au début de 1994, puis suivis par le Centre d'élevage arabe de Sharjah à la fin de 2002 et le Centre de la faune de Wadi Al Safa en 2003, jusqu'aux guépards d'Afrique du Nord-Est élevés en captivité. du Moyen-Orient ont été envoyés dans deux zoos européens, Zoo Landau et Beekse Bergen Safari Park. Le zoo de La Palmyre recevrait également les guépards 6 mois plus tard.[réf. nécessaire]

### Guépards apprivoisés

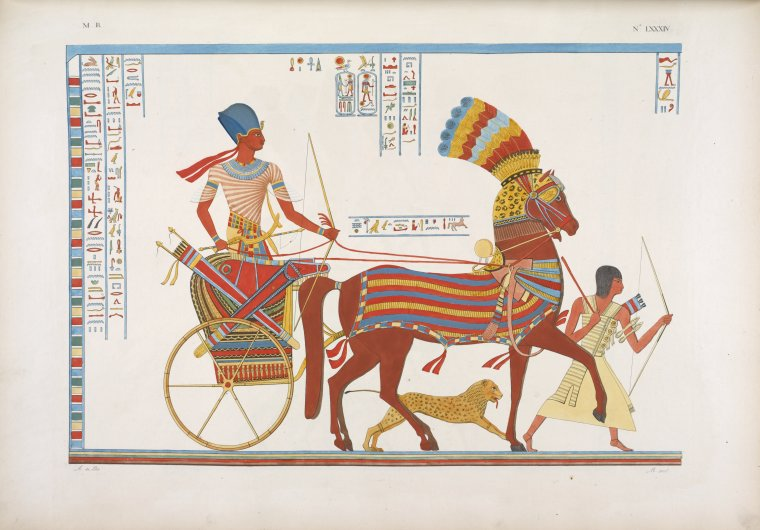
Char égyptien, accompagné d'un guépard et d'un esclave

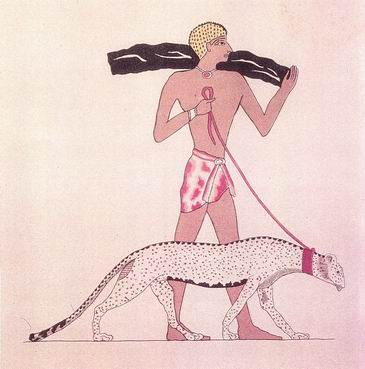
Un membre de la tribu apportant un guépard et de l'ébène en hommage au roi de Thèbes (vers 1700 av.)

Les deux continents d'Afrique et d'Asie comptaient 100 000 guépards au 19e siècle. Les guépards étaient autrefois nombreux dans le nord, le centre et la corne de l'Afrique . Ils ont varié en Égypte et en Libye en Afrique du Nord, de la Somalie au Niger dans le nord-est et l'Afrique centrale. Les guépards sont connus pour être apprivoisés, dressés et chasser les animaux herbivores. Une fois existant en Égypte, les anciens Égyptiens gardaient souvent les guépards et les élevaient comme animaux de compagnie, et les apprivoisaient et les entraînaient également pour la chasse aux mammifères. Les guépards apprivoisés étaient emmenés dans des champs de chasse ouverts dans des charrettes basses ou à cheval, cagoulés et les yeux bandés, et tenus en laisse. Lorsque la proie était suffisamment proche, les guépards étaient relâchés pour la poursuivre.
C'était la tradition égyptienne qui a ensuite été transmise aux anciens Perses et amenée en Inde, où la pratique des guépards asiatiques a été poursuivie par les princes indiens jusqu'au XIIe siècle.